# Personnages de Kanon

La liste des personnages de Kanon présente les personnages du visual novel, manga et anime Kanon. Le protagoniste de la série est Yuichi Aizawa, un lycéen de dix-sept ans qui a oublié en grande partie sa vie d'enfant. Il y a cinq héroïnes dans la série, à commencer par Ayu Tsukimiya, l'héroïne principale. Ayu est une fille de l'âge de Yuichi, qui jouait avec lui quand il était plus jeune. Elle porte un sac à dos ailé, aime manger du taiyaki, et dit souvent « Ugū ». Ensuite vient Nayuki Minase, la cousine de Yuichi, qui est aussi dans sa classe au lycée. Nayuki a des problèmes de sommeil et a du mal à se lever le matin. Elle est amoureuse de Yuichi depuis qu'elle est enfant. La troisième héroïne est Makoto Sawatari, la plus jeune des cinq, qui a perdu presque complètement la mémoire. Elle ne se souvient que de son propre nom, et qu'elle en veut à Yuichi pour quelque chose qu'il a fait autrefois, mais Yuichi lui-même ne sait pas de quoi il s'agit. Shiori Misaka est la quatrième héroïne ; elle est en première année de lycée, mais vient rarement en classe car elle souffre d'une maladie depuis sa naissance. Elle est habituellement gaie et souhaite par-dessus tout que sa sœur la reconnaisse. La dernière héroïne se nomme Mai Kawasumi, une jeune fille silencieuse qui semble d'abord froide envers Yuichi et les autres, et n'a donc pas beaucoup d'amis. Elle passe souvent ses nuits à tuer les démons qui rôdent dans le lycée.
Des personnages secondaires interviennent dans les histoires des cinq héroïnes. Parmi eux se trouve Akiko Minase, mère de Nayuki et tante de Yuichi, qui est très agréable et tombe d'accord avec les événements en une seconde. Sayri Kurata est le personnage secondaire de l'histoire de Mai, et sa seule amie à part Yuichi. Elle essaie toujours d'afficher un sourire pour cacher un passé malheureux. Kaori Misaka est la sœur de Shiori, même si elle ne veut pas l'admettre quand elle est confrontée à sa sœur. Le dernier personnage secondaire est Mishio Amano qui intervient dans l'histoire de Makoto. Elle a une personnalité froide, et aide Yuichi à découvrir la véritable identité de Makoto.
Parmi d'autres personnages mineurs, on peut trouver Jun Kitagawa, un camarade de classe de Yuichi qui intervient brièvement dans l'histoire de Mai ; dans les adaptations animées (mais pas dans le jeu original), il est décrit comme attiré par Kaori. Kuze, le président du conseil des élèves du lycée, joue également un rôle dans l'histoire de Mai. Le dernier personnage mineur est un chat nommé Piro, qui s'attache à Makoto dès leur première rencontre.

## Personnages principaux

### Yuichi Aizawa
Yuichi Aizawa (相沢 祐一, Aizawa Yūichi), doublé par Atsushi Kisaichi (série animée de 2002), Tomokazu Sugita (série animée de 2006 et adaptation PSP), Miwa Yasuda (Yuichi enfant)
Yuichi Aizawa est le personnage principal de Kanon. Il est amical et agréable, et bien qu'il soit très gentil, il a encore à apprendre sur la sensibilité des filles. Il aime faire des farces aux héroïnes de l'histoire, qui varient en intensité selon la fille visée. Cependant, il a aussi un côté doux, qui lui donne des allures de grand frère, comme le remarque Shiori Misaka. Il a autrefois visité la ville où se déroule l'histoire, mais il n'a plus de souvenirs de cette époque, quoique la mémoire lui revient au fur et à mesure qu'il rencontre les gens qu'il a croisés par le passé. Comme il le dit lui-même, il a peur des hauteurs. Bien qu'il n'en soit pas conscient au début, Yuichi remarque progressivement les événements surnaturels qui se déroulent dans la ville. Pendant les révélations de choses étranges, il reste protecteur envers les filles dont il est ami. Yuichi étant une personne normale, il cherche cependant à aider ceux qui sont confrontés au surnaturel dès qu'il le peut, et n'hésite pas à bousculer ses habitudes pour protéger les héroïnes.
Yuichi n'a pas d'histoire particulière. Il est dit dans le jeu que pour des raisons familiales, il a été décidé qu'il vivrait chez les Minase jusqu'à ce qu'il décide de s'installer seul. Au début de l'histoire de Kanon, Yuichi rencontre les cinq héroïnes, et devient très lié à chacune d'entre elles au fur et à mesure que l'histoire avance. Le but principal de Yuichi est d'être celui autour duquel tourne l'histoire, et il est donc profondément impliqué dans chacune des trames scénaristiques associées à chacune des cinq héroïnes. Dans chacune de ces trames, il tente de rester avec la fille associée jusqu'à la fin. Avec Mai, il l'aide à combattre les démons, avec Makoto, il reste auprès d'elle jusqu'à ce qu'elle finisse par mourir. Avec Shiori, il l'empêche, indirectement, de se suicider, et avec Nayuki, il essaie de rester auprès d'elle pendant que sa mère est à l'hôpital. Enfin, avec Ayu, il l'aide à retrouver l'objet qu'elle a perdu et le répare avec l'aide de Nayuki.

### Ayu Tsukimiya
Ayu Tsukimiya (月宮 あゆ, Tsukimiya Ayu), doublée par Yui Horie
Ayu est la principale héroïne de Kanon, suivie par Nayuki Minase qui est la seule autre héroïne de Kanon à apparaître sur trois des jaquettes officielles réalisées par Key. Ayu a été créée par Naoki Hisaya qui a écrit son scénario dans le visual novel, et dessinée par Itaru Hinoue. Hisaya affirme qu'il pensait qu'Ayu était le personnage de Kanon qu'il maîtrisait le mieux, mais qu'il était en fait très difficile de décrire son caractère car Ayu est particulièrement énergique. Lorsque Hinoue a dessiné des ailes sur le sac à dos d'Ayu, Hisaya lui a suggéré de les retirer pour éviter de créer un spoiler, et bien que Hinoue l'accepta d'abord, les ailes furent finalement remises plus tard.
Yuichi Aizawa, le héros de Kanon, rencontre Ayu le lendemain de son arrivée en ville. Par la suite, il découvre qu'Ayu est à la recherche de quelque chose qu'elle a perdu, mais sans savoir de quoi il s'agit. Yuichi tente de l'aider, mais d'abord sans succès. L'un des principaux traits distinctifs d'Ayu est qu'elle répète le mot ugū (うぐぅ) pour exprimer diverses émotions négatives, comme la frustration, la colère, la peur, et Yuichi aime plaisanter à ce sujet. Son plat préféré est le taiyaki, et on peut la voir en manger plusieurs fois au cours du jeu. Elle est parfois tête en l'air, et bien qu'elle semble plus jeune, elle a en fait le même âge que Yuichi.
Sept ans avant le début de l'histoire, Ayu est tombée d'un arbre et s'est cogné la tête, le dernier jour où Yuichi était en ville. Il croit d'abord qu'elle en est morte, mais Akiko lui révèle qu'elle est à l'hôpital, dans le coma depuis sept ans. L'Ayu que Yuichi rencontre en ville est en fait une projection astrale. Dans son épilogue, elle sort du coma et se fait couper les cheveux trop courts par erreur chez le coiffeur, ce qui fait remarquer à Yuichi qu'elle ressemblait à un garçon autrefois.

### Nayuki Minase
Nayuki Minase (水瀬 名雪, Minase Nayuki), doublée par Mariko Kōda
Nayuki est la cousine de Yuichi, chez qui il emménage au début de l'histoire. Elle a toujours été amoureuse de lui (au Japon, les relations entre cousins sont légales) et doit apprendre à contrôler ses sentiments, surtout quand elle craint qu'il tombe amoureux d'une autre fille. Elle adore les sundaes à la fraise, mais la confiture « maison » de sa mère Akiko la rend malade rien qu'en en parlant (elle rend aussi malades tous ceux qui la goutent). Nayuki est une grosse dormeuse, ce qui l'amène à avoir des douzaines de réveils ; ils ne la réveillent pas mais réveillent Yuichi tous les matins. Comme elle a du mal à se réveiller, elle est toujours obligée de courir sur le chemin de l'école, et devient la meilleure athlète de l'école grâce à cela. Elle devient même la capitaine de l'équipe d'athlétisme féminine de l'école, bien qu'elle ne soit qu'en deuxième année. Elle met du temps à se lever le matin, et doit se lever plusieurs fois avant d'être complètement réveillée. Malgré ses tentatives de rester consciente, elle a tendance à s'endormir en classe, mais finit malgré cela par être acceptée dans une université de haut niveau.
Nayuki adore les animaux et ne rate jamais une opportunité d'en caresser un, même s'il s'agit d'un animal sauvage, que ce soit un chien, un chat, ou même un renard. Malheureusement pour elle, elle est allergique aux chats. L'une de ses caractéristiques principales est qu'elle parle plus lentement que les autres personnages. Elle rappelle parfois des choses évidentes à Yuichi, comme l'heure du déjeuner ou l'heure de la sortie des cours. Nayuki est juste derrière Ayu en tant que personnage le plus utilisé dans le marketing de la série. Dans les deux adaptations en anime, son histoire se déroule en même temps que celle d'Ayu.
Nayuki est la première fille qui apparaît dans l'histoire de Kanon. Sa trame scénaristique a pour sujet principal un accident de voiture impliquant sa mère, qui est alors hospitalisée. Nayuki tombe alors en dépression, et Yuichi tente de la consoler, alors que Nayuki essaie de le repousser autant qu'elle peut. Dans la version originale du visual novel, c'est à ce moment de l'histoire que la scène érotique avec Nayuki apparaît. Nayuki finit par sortir de sa dépression et par devenir la petite amie de Yuichi. Si le joueur fait les bons choix en suivant le scénario de Nayuki, la « bonne fin » a lieu alors que Nayuki est encore en dépression.
Dans l'épilogue qui suit cette scène, il est révélé qu'Akiko est guérie et revient de l'hôpital. Nayuki oublie alors d'éteindre son réveil, et le joueur entend alors le message que Yuichi a laissé pour elle : « Nayuki, je ne peux pas faire de miracle, mais je peux être à tes côtés. Je te promets que si tu désespères je te consolerai. Dans les moments heureux, je rirai avec toi. Même en hiver au milieu de la neige ; même au printemps quand les cerisiers sont en fleurs ; même dans la tranquillité de l'été ; même en automne quand la couleur des feuilles change ; et même si la neige recommence à tomber. Je resterai ici. Je n'irai nulle part. Parce que je ... je t'aime vraiment. »

### Makoto Sawatari
Makoto Sawatari (沢渡 真琴, Sawatari Makoto), doublée par Mayumi Iizuka
Makoto est une jeune fille qui attaque Yuichi par surprise en ville au début de l'histoire, mais si faiblement qu'il peut l'arrêter rien qu'en tendant le bras. Elle est ramenée chez les Minase où elle est invitée jusqu'à la fin de l'histoire. Elle a perdu la mémoire, mais elle se souvient de son nom et est sûre qu'elle en veut à Yuichi depuis le moment où il a visité la ville étant enfant. L'amnésie de Makoto est bien plus sévère que celle dont souffrent Yuichi et Ayu, mais a une tout autre raison. Elle est triste de voir que les animaux sont parfois abandonnés quand leurs propriétaires ne peuvent plus s'en occuper. À cause de cela, elle met du temps à s'attacher à un chat errant qu'elle rencontre au milieu de son histoire, et que Yuichi appelle Piro. Makoto aime beaucoup Piro et le transporte souvent sur sa tête.
Makoto peut être perdue devant des choses que les adolescentes de son âge devraient connaître, comme le fait qu'elle peut acheter des bouchées de porc ou des mangas toute seule ; Yuichi remarque à quel point elle manque de bon sens car elle n'a pas d'expérience de la société. Comme Ayu, Makoto a une expression fétiche, Aū (あうぅ), qu'elle dit quand elle est frustrée ou triste ; comme pour Ayu, ce mot ne signifie rien. Une autre particularité est qu'elle parle d'elle à la troisième personne. Vers la fin de son scénario, Makoto attache deux clochettes à son poignet droit et s'amuse du bruit qu'elles font.
Dès le début de l'histoire, il est évident que Makoto a un mauvais caractère, et elle joue des mauvais tours. Elle ne vise que Yuichi car elle le déteste, ce qu'elle affirme tout le temps. Ses mauvais tours varient en intensité, allant de lui lancer de la nourriture à lancer des pétards allumés dans sa chambre. Cependant, Yuichi arrive toujours à renvoyer à Makoto ses mauvaises farces, ce qui la rend encore plus déterminée à le piéger. Au fur et à mesure que le temps passe, Makoto se sent plus proche de la famille Minase, et commence à aimer sincèrement Yuichi en allant au-delà de son dégoût pour lui. Mais peu après son changement d'attitude, elle commence à s'affaiblir, et devient finalement incapable de communiquer, car elle sait que son souhait d'être avec Yuichi ne durera pas longtemps. Makoto tombe amoureuse de Yuichi et veut l'épouser et rester avec lui pour toujours. À la fin de son scénario, quand elle et Yuichi se « marient », elle disparaît et on suppose qu'elle est morte.
En réalité, Makoto n'est pas un être humain, mais une renarde que Yuichi a trouvée dix ans avant le début de Kanon. Yuichi a trouvé Makoto, alors une jeune renarde, blessée sur la colline Monomi, l'a ramenée à la maison et l'a gardée avec lui jusqu'à la fin de l'été. Un jour, Yuichi raconte à la renarde qu'il est attiré par une fille plus âgée que lui nommée Makoto Sawatari, le nom que prend Makoto dans Kanon. À la fin de l'été, Yuichi ramène la renarde sur la colline, la relâche et s'en va en courant, ce qui rend la renarde furieuse contre lui. Son désir de revoir Yuichi est si fort qu'il lui est accordé au prix de ses souvenirs et même de sa vie.

### Shiori Misaka
Shiori Misaka (美坂 栞, Misaka Shiori), doublée par Hiroko Konishi (versions Dreamcast et PlayStation 2), Akemi Satō (série animée et version PSP)
Shiori est une lycéenne de première année qui souffre d'une maladie depuis sa naissance. Cela la rend très faible et lui fait souvent manquer l'école. Elle aime les dramas, et s'amuse à inventer des raisons à ce qui lui arrive, mais le pire drame de sa vie est celui d'une sœur qui la renie et d'une vie menacée par la maladie. Même si elle est malade, Shiori passe du temps assise devant l'école en mangeant de la crème glacée, au milieu de l'hiver, même si Yuichi lui dit plusieurs fois de rentrer se reposer. À cause de sa maladie, elle transporte tout le temps un lot de différents médicaments et pilules pour se soigner. Elle a une voix remarquablement calme. Shiori informe rapidement Yuichi que la raison pour laquelle elle désobéit à son médecin et vient souvent à l'école est qu'elle veut y rencontrer quelqu'un qu'elle connaît. C'est la seule héroïne de Kanon que Yuichi n'a pas rencontrée par le passé.
La première apparition de Shiori dans Kanon a lieu le lendemain de l'arrivée de Yuichi en ville. Le lendemain, Yuichi rencontre Shiori au lycée et lui demande ce qu'elle fait là. Shiori lui dit de ne pas s'inquiéter car elle est élève du lycée mais est en congé à cause de sa maladie. Quand Yuichi lui demande quelle est cette maladie, Shiori répond que c'est un simple rhume, bien qu'elle semble l'avoir depuis longtemps. Pendant les semaines qui suivent, Yuichi croise Shiori au lycée, soit pendant les cours soit après les cours. Shiori finit par lui avouer qu'elle lui a menti depuis le début sur la gravité de sa maladie, mais n'entre pas dans les détails sur le sujet. Yuichi découvre plus tard, en rencontrant Kaori Misaka, la sœur aînée de Shiori, que Shiori pourrait mourir après son prochain anniversaire, qui arrive bientôt.
Une semaine avant l'anniversaire de Shiori, son médecin lui donne la permission d'aller en classe pendant toute une semaine comme une élève normale. Même avec cela, Kaori continue d'éviter Shiori autant qu'elle peut, car elle ne veut pas ressentir la douleur que lui causerait alors la mort de Shiori. Pour l'anniversaire, Yuichi décide d'organiser une fête la veille de l'anniversaire officiel de Shiori, dans un café où il invite d'autres élèves à venir. Kaori ne se montre pas au début de la fête, mais elle finit par se montrer, ce qui change complètement l'ambiance de la fête. Après cela, Kaori décide de considérer Shiori comme sa sœur, ce qui rend Shiori bien plus heureuse qu'elle ne l'était dans les mois précédents.
Le reste de la nuit se déroule dans l'endroit que Shiori aime le plus en ville : près d'une grande fontaine dans un parc. Cette nuit, Shiori dit à Yuichi quelque chose qu'elle ne lui avait pas dit sur le jour de leur première rencontre. Ce jour-là, Shiori voulait se suicider en se coupant les veines au cutter, mais en rencontrant Yuichi et Ayu qui rentraient de l'épicerie, elle a renoncé au suicide et a voulu les revoir. Après un baiser, Shiori tombe évanouie dans les bras de Yuichi ; dans la version anime de 2006, elle part se chercher un verre et disparaît. Après cela, Shiori est emmenée à l'hôpital, et Kaori ne vient pas en cours pendant qu'elle y est. À la fin de l'histoire, Shiori guérit miraculeusement et n'est plus en danger de mort. Elle avoue à Yuichi en larmes qu'elle n'a jamais voulu mourir, et qu'elle essayait seulement d'être forte pendant cette période difficile.

### Mai Kawasumi
Mai Kawasumi (川澄 舞, Kawasumi Mai), doublée par Yukari Tamura
Mai est en troisième année de lycée, dans le même établissement que Yuichi. Il la rencontre seule dans les bâtiments de l'école pendant la nuit, une épée en mains. Apparemment, elle se donne la mission de combattre et détruire les démons qui rôdent la nuit quand l'école est déserte. À cause de cela, elle est souvent punie pour des accidents qui arrivent car elle n'essaie jamais de les cacher, étant trop sincère pour mentir et sachant que personne ne la croira si elle parle de démons dans l'école. Sa meilleure amie est Sayuri Kurata, la seule personne à part Yuichi qui ne croit pas que Mai est une dangereuse délinquante. Yuichi finit par lui apporter un dîner au lycée quand elle part y combattre les démons, et Mai commence à apprécier Yuichi. La principale caractéristique de Mai est qu'elle ne veut jamais tenir une conversation, ne faisant que murmurer une petite réponse quand on lui parle. À cause de cela et de sa réputation de fauteuse de troubles, les autres élèves de l'école l'évitent et parlent d'elle dans son dos. On apprend que sa froideur vient du fait qu'elle ne s'intéresse pas aux émotions des autres.
Avant que Mai ne rencontre Yuichi, ou même qu'elle ne vive dans la ville où se déroule Kanon, elle vivait dans une autre ville avec sa mère, qui est allée à l'hôpital à cause d'une maladie grave. Alors que sa mère est sur le point de mourir, Mai prie pour qu'elle se rétablisse et pleure sur sa main. Miraculeusement, la mère de Mai va mieux le lendemain matin et finit par guérir de sa maladie. Cela est dû à un pouvoir magique que Mai a en elle : quand elle pleure, ses larmes contiennent d'incroyables pouvoirs de guérison, qui peuvent même ressusciter. Les médias le découvrent, mais Mai commence à être harcelée, terrorisée et traitée de monstre, si bien qu'elle et sa mère déménagent vers la ville de Kanon. Dix ans avant le début de Kanon, Yuichi rencontre Mai pendant l'été et ils restent ensemble pendant le reste de l'été. À la fin de l'été, quand Yuichi rentre chez lui, Mai se sent très mal car elle a perdu un ami très proche juste après l'avoir rencontré. Elle invente alors une histoire comme quoi des démons ont attaqué les champs d'orge et qu'elle a besoin de son aide pour les combattre. Yuichi lui dit qu'il est désolé, mais qu'il doit partir. Mai lui répond qu'elle attendra qu'il revienne un jour.
En commençant à la fréquenter au lycée, Yuichi découvre que Mai a une mauvaise réputation à cause des événements nocturnes impliquant des démons. Il tente d'améliorer sa réputation en la faisant participer avec Sayuri à la fête annuelle du lycée, mais un démon apparaît pendant la fête et les choses deviennent pires encore ; Sayuri est également attaquée. Yuichi commence à s'entraîner avec Mai pour l'aider à combattre les démons, et tous deux passent une nuit au lycée pour les combattre et les détruire. Mai est blessée à chaque démon tué, avec une étrange marque noire qui apparaît sur son corps. Après une bataille acharnée contre les derniers démons, Yuichi pense que lui et Mai ont réussi à tous les tuer, mais il doit ensuite affronter un autre démon. Il finit par découvrir qu'il ne s'agit pas d'un démon, mais plutôt d'une partie du pouvoir de Mai, qui lui montre ce qui est arrivé avant qu'il rencontre Mai et ce qui est arrivé à leur rencontre dix ans plus tôt.
Le pouvoir incroyable de Mai de guérir a produit en fait des entités négatives qu'elle appelait les démons. Elle était blessée en les détruisant parce qu'elle tuait en fait des morceaux d'elle-même. Alors que Yuichi essaie de lui dire que tout est terminé maintenant, Mai se donne un coup d'épée et est sur le point de mourir. Alors, un fragment du pouvoir de Mai se matérialise devant Yuichi sous la forme de Mai enfant, et Yuichi la rassure en lui disant qu'il ne quittera plus Mai. Le pouvoir de Mai la sauve en refermant la blessure qu'elle s'était infligée, estimant que désormais elle est capable d'accepter son pouvoir. Avant que le pouvoir de Mai ne disparaisse, il demande à Yuichi de l'appeler par son nom : « Espoir » (希望, Kibō). Mai est envoyée à l'hôpital, dans la même chambre que Sayuri, et doit rester absente du lycée jusqu'au printemps. Au printemps, Mai parvient à passer ses examens de fin d'études secondaires avec Sayuri.

## Personnages secondaires

### Akiko Minase
Akiko Minase (水瀬 秋子, Minase Akiko), doublée par Yūko Minaguchi
Akiko est la mère de Nayuki Minase et la tante de Yuichi, elle intervient principalement dans le scénario de Nayuki. Elle travaille, mais son travail n'est pas indiqué, et prend soin de sa maisonnée, préparant toutes sortes de plats qui sont pour la plupart bons, sauf sa confiture « maison » qu'elle est la seule à aimer. Elle ne semble pas vraiment faire attention à ce qui se passe autour d'elle, accepte de recueillir des étrangers comme Makoto Sawatari et croit les excuses de cette dernière pour son mauvais comportement. Ou peut-être qu'elle sait qu'au fond, Makoto est une bonne personne et peut être guérie de sa colère, ce qui est vrai. Akiko connaît mieux la situation que Yuichi en ce qui concerne les origines d'Ayu Tsukimiya et de Makoto, affirmant qu'elle connaît les dessous surnaturels de la ville et en quoi ils concernent Yuichi. Akiko est très importante pour Nayuki, qui n'a pas de père. Akiko est connue pour être très agréable et sourit tout le temps. Elle ne réagit pas aux mauvais comportements, par exemple quand Makoto dépense pour elle-même l'argent qu'Akiko lui a donné pour acheter à manger. Akiko peut être franche, mais elle n'élève jamais la voix, que ce soit pour exprimer de la colère ou autre chose. Elle répond souvent aux questions dès qu'elles lui sont posées, ses réponses marquant presque toujours l'approbation.
Akiko est impliquée indirectement dans les scénarios de Makoto Sawatari et d'Ayu Tsukimiya. Lorsque Yuichi amène Makoto à la maison pour la première fois, Akiko ne montre aucune intention de la chasser ou de l'amener à la police. Elle décide de loger Makoto jusqu'à ce qu'on retrouve sa famille ou qu'elle se souvienne de quelque chose. Avec Ayu, Akiko lui demande de rester à la maison lorsqu'elle découvre que les parents d'Ayu ne sont pas en ville. Mais le rôle le plus important d'Akiko est dans le scénario de sa fille Nayuki. Depuis que Nayuki est toute petite, Akiko l'élève seule ; rien n'est indiqué sur le père de Nayuki ni sur ce qui lui est arrivé après la naissance de Nayuki. Akiko et Nayuki sont donc très proches et ne se disputent jamais. Dans le scénario de Nayuki, Akiko est gravement blessée dans un accident de voiture, et doit aller à l'hôpital en soins intensifs. Nayuki se reproche d'en être la cause car Akiko était sortie lui acheter un gâteau à la fraise, tombe en dépression et repousse Yuichi. Akiko guérit miraculeusement vers la fin de l'histoire.

### Sayuri Kurata
Sayuri Kurata (倉田 佐祐理, Kurata Sayuri), doublée par Tomoko Kawakami
Sayuri est la seule amie de Mai Kawasumi avant que celle-ci rencontre Yuichi ; elle intervient donc majoritairement dans le scénario de Mai. Elle est issue d'une famille riche, et essaie toujours de sourire et d'aider les autres. Elle utilise un langage très formel pour s'adresser à Yuichi, même quand ils deviennent amis proches. Sayuri tient beaucoup à Mai : non seulement elles sont toujours ensemble, mais Sayuri est toujours ennuyée quand Mai a des problèmes ; également, elle n'oublie jamais l'anniversaire de Mai. Au début, elle ignore complètement la présence de démons au lycée, mais même s'ils la prennent pour cible vers la fin du scénario de Mai, elle persiste à défendre Mai. Sayuri, comme Ayu et Makoto, a un tic de langage mignon : quand elle rit, elle produit un ahaha très reconnaissable. Elle parle toujours d'elle-même à la troisième personne, à cause d'un événement dans son passé.
Bien que Sayuri ne soit qu'un personnage secondaire, l'histoire parle d'elle pour expliquer la situation actuelle et comment elle est devenue la meilleure amie de Mai. Sayuri a reçu une éducation stricte de son père, et quand son frère Kazuya est né, elle a décidé d'être sévère avec lui, tout comme son père l'avait été avec elle. Kazuya a eu un retard de développement et n'a pas parlé avant son entrée en école maternelle, et riait rarement. Kazuya était toujours seul, et comme il était faible, Sayuri devait l'emmener et le ramener de l'école. La maladie de Kazuya s'aggrava et il dut aller à l'hôpital. Peu avant la mort de Kazuya, Sayuri lui donna des bonbons et essaya de jouer avec lui pour la première fois. Après sa mort, Sayuri a commencé à parler d'elle à la troisième personne. Elle explique que depuis ce moment, elle ne peut plus se voir que du point de vue d'un étranger, et elle n'a plus jamais souri jusqu'à sa rencontre avec Mai. Sayuri croit que Mai l'a sauvée, et qu'elle l'a davantage aidée que tout ce que Sayuri a pu faire pour elle depuis leur rencontre.
Sayuri intervient principalement dans le scénario de Mai. Yuichi la rencontre le lendemain de la nuit où il trouve Mai dans l'école. Sayuri demande à Yuichi s'il veut bien déjeuner avec elle, et Yuichi accepte. En découvrant que la cuisine de Sayuri est délicieuse, et pour que Mai ait un ami de plus, Yuichi décide de déjeuner avec elles tous les midis au lycée, pendant tout le reste du scénario de Mai. Quand Sayuri commence à voir que Mai et Yuichi passent beaucoup de temps ensemble, elle commence à avoir des soupçons et veut prouver à Mai qu'elle est capable de l'aider aussi. Cependant, elle est gravement blessée par des démons, mais parvient à en guérir complètement. À la fin du scénario de Mai, elle et Sayuri passent leurs examens de fin de lycée.
Il existe des fins alternatives liées à Sayuri. Il y a une option cachée pour avoir une « meilleure fin » avec Sayuri ; pour cela, le joueur doit écouter l'histoire du passé de Sayuri,et s'il le fait, il choisira automatiquement par la suite de sortir avec elle. Ce scénario alternatif se termine un jour normal, mais Mai, Yuichi et Sayuri se donnent en spectacle en déjeunant, Yuichi et Mai se jetant de la nourriture. Cette fin pourrait signifier la volonté de Sayuri de mener une vie moins stricte.

### Kaori Misaka
Kaori Misaka (美坂 香里, Misaka Kaori), doublée par Ayako Kawasumi
Kaori apparaît surtout dans le scénario de Shiori, mais on la voit régulièrement dans le jeu, car elle est la meilleure amie de Nayuki et une camarade de classe de Yuichi ; elle est également déléguée de classe. Elle est très intelligente et connaît bien ses camarades et les habitants de la ville, mais elle ne semble pas consciente des événements surnaturels qui se produisent, même quand Yuichi en sauve ses proches. Son nom de famille et son apparence indiquent qu'elle est la sœur de Shiori Misaka, ce qu'affirme Shiori mais ce que Kaori dément. Jun Kitagawa affirme qu'elle a commencé à se comporter différemment quand ils sont entrés en seconde année de lycée.
Kaori apparaît principalement dans le scénario de Shiori. Quand Yuichi commence à passer du temps avec Shiori hors de l'école, Kaori lui demande de la rejoindre un soir à l'école pour lui dire quelque chose. Elle l'informe alors que Shiori n'a plus beaucoup de temps à vivre, et qu'elle pourrait mourir peu après son prochain anniversaire. Kaori ajoute que si elle s'éloigne de Shiori, c'est pour ne pas ressentir l'immense douleur que lui causerait la mort de Shiori. En disant cela, elle fond en larmes et regrette que Shiori ne soit née que pour cela.
Après cette révélation, Kaori évite Shiori plus que jamais. Quand Yuichi veut lui reparler de son comportement, elle répond qu'elle n'a pas de petite sœur. Pour l'anniversaire de Shiori, Yuichi décide d'organiser une fête dans un café avec des invités, dont font partie Ayu Tsukimiya, Nayuki Minase, Jun Kitagawa, et aussi Kaori elle-même. Kaori n'est pas là au début de la fête, mais se montre plus tard. L'ambiance de la fête se refroidit à l'arrivée de Kaori, car elle refuse toujours de reconnaître sa sœur. Cependant, après la fête, Kaori accepte finalement de reconnaître Shiori comme sa sœur, et alors qu'elle laisse Yuichi et Shiori seuls ensemble pour le reste de la journée, elle prévient Shiori qu'elles se verront plus tard pour parler. Cela rend Shiori très heureuse et elle remercie Yuichi pour tout ce qu'il a fait pour elle. Kaori parvient à rester aux côtés de Shiori, même si celle-ci a toujours peu de chances de guérir. À la fin, Shiori guérit et ne meurt pas, et Kaori continue de rester avec sa sœur.

### Mishio Amano
Mishio Amano (天野 美汐, Amano Mishio), doublée par Maaya Sakamoto
Mishio joue un rôle clé à la fin du scénario de Makoto Sawatari, bien qu'elle n'apparaisse pas aussi souvent dans ce scénario que les autres personnages secondaires. Elle donne à Yuichi un avertissement mystérieux, de rester loin de Makoto, quand la santé de celle-ci commence à décliner. La raison est que Mishio connaît les dessous surnaturels de la ville, et elle a fait l'expérience de ce que l'on perd quand on demande un miracle. Cette expérience a transformé sa personnalité, et elle ne montre aucune émotion et ne sourit jamais, un peu comme Mai. Mishio semble avoir une imagination débordante, comme le constate Yuichi. Elle peut deviner immédiatement si quelqu'un est normal, ou même humain.
Yuichi rencontre Mishio le lendemain de l'incident où Makoto fait tomber le chat Piro d'un pont. Auparavant, il avait demandé à Mai comment elle savait que Makoto était sur la colline Monomi où il l'a retrouvée, et Mai a simplement répondu que Mishio pouvait l'aider. Mishio donne à Yuichi quelques indices subtils sur la véritable origine de Makoto, mais disparaît avant d'avoir pu lui en dire beaucoup. Quelques jours plus tard, Yuichi se présente à Mishio et lui demande d'être l'amie de Makoto, car celle-ci ne connaît pas grand monde et il pense que Mishio peut l'aider. Mishio rejette violemment la proposition et affirme qu'elle ne sera jamais amie avec Makoto. Quand la conversation continue, Yuichi comprend que Makoto en sait plus qu'elle ne veut bien le dire, mais avant qu'elle puisse continuer de parle, il l'arrête. Quelques jours après, Mishio revoit Yuichi et lui dit que Makoto n'est pas un être humain. Elle explique également que la raison pour laquelle Makoto a abandonné ses souvenirs et même sa vie est qu'elle les a sacrifiés pour revoir Yuichi, même pour peu de temps. Elle ajoute que Makoto n'a plus beaucoup de temps à vivre, et qu'elle va devenir de plus en plus faible sans que les médecins puissent faire quoi que ce soit pour elle. À la fin de la conversation, Mishio demande à Yuichi de ne plus l'impliquer dans la situation.
L'attitude de Mishio envers Makoto s'explique par le fait que Mishio a eu par le passé une expérience similaire à celle de Yuichi avec Makoto. Elle ne veut pas ressentir à nouveau la douleur qu'elle a ressentie autrefois en perdant un être cher. Cet événement empêche Mishio d'exprimer ses émotions, ce qui la fait passer pour une personne froide. Même si Mishio ne voulait plus être impliquée, Yuichi la croise à nouveau plusieurs fois dans le scénario de Makoto, pour lui parler de l'avancement de la situation. À la fin du scénario, Mishio accepte finalement d'être amie avec Makoto, mais celle-ci meurt peu de temps après.

## Personnages mineurs

### Jun Kitagawa
Jun Kitagawa (北川 潤, Kitagawa Jun), doublé par Tomokazu Seki
Jun est un ami de Yuichi, qui est assis derrière lui en classe. Rapidement, ils se font des blagues étranges, par exemple sur le fait qu'ils portent toujours les mêmes vêtements au lycée, à cause de l'uniforme scolaire. Il n'apparaît pas beaucoup dans la première adaptation en anime. Jun est amoureux de Kaori Misaka, et la suit souvent même si elle rejette ses avances. Il ne semble être là que pour développer les histoires des autres personnages, et pour qu'il y ait un autre personnage masculin que Yuichi qui ait un nom.
Jun apparaît principalement dans le scénario de Mai Kawasumi, après les événements du bal du lycée. Kuze, le président du conseil des élèves, voulait faire renvoyer Mai après ces événements, bien qu'elle ne soit pas la cause directe des dégâts. Jun, qui faisait partie des organisateurs de la fête, fait comprendre qu'il était prévu que Mai fasse le « spectacle » pour les autres élèves, mais qu'il ne savait pas que cela dégénèrerait. Cela fait retomber la faute sur lui et blanchit Mai. Même si Kuze ne croit pas vraiment aux explications de Jun, il accepte cette défaite mais ne veut pas abandonner aussi facilement. Une autre intervention de Jun a lieu au début de Kanon, quand il est le premier à remarquer Shiori Misaka qui reste seule dans la neige devant l'école.

### Kuze
Kuze (久瀬), doublé par Hiroshi Kamiya (drama audio et anime de 2002), Kenji Nojima (anime de 2006)
Kuze est le président du conseil des élèves du lycée de Yuichi. Il est très imbu de lui-même, et aime rabaisser d'autres élèves comme Mai Kawasumi en profitant de sa position dans l'établissement. Il n'a qu'un petit rôle dans l'histoire : il apparaît dans le scénario de Mai pour l'avertir de ne pas faire de dégâts à la fête de l'école, où elle va avec Yuichi et Sayuri Kurata. Kuze démontre qu'il a un caractère colérique : il n'hésite pas à crier sur Mai après la fête quand l'intérieur du bâtiment a été largement détruit, alors qu'elle n'était pas la cause principale des dégâts.
Kuze apparaît principalement dans le scénario de Mai. Il apparaît d'abord à la fête du lycée pour avertir Mai que si elle fait quoi que ce soit qui sort de l'ordinaire, il trouvera le moyen de la faire renvoyer à coup sûr. Malheureusement pour Mai, des démons attaquent pendant la fête, et Kuze la menace immédiatement de la faire renvoyer à cause de cela, alors qu'elle n'est pas la cause directe des dégâts. Après que Jun Kitagawa accepte de porter le chapeau, Kuze refuse d'abandonner, et essaye de menacer Sayuri Kurata en lui disant que la prochaine fois que Mai causera des problèmes à l'école, Sayuri aura des problèmes si elle essaye de couvrir Mai. Mais avant qu'il puisse terminer, Mai l'avertit qu'elle ne lui pardonnera jamais s'il fait du mal à Sayuri. Intimidé par Mai, Kuze part, et n'apparaît plus dans l'histoire après cela.

### Piro
Piro (ピロ)
Piro est un chat siamois errant que Nayuki recueille, et adore en dépit de son allergie. Makoto, après avoir pensé que garder un animal domestique est cruel car il finit toujours par être abandonné, fait exprès de perdre le chat, mais part immédiatement à sa recherche jusqu'à ce qu'elle le retrouve, regrettant ce qu'elle a fait. Makoto finit par ramener le chat chez les Minase. Yuichi propose pour plaisanter d'appeler le chat « Nikuman » car Makoto adore les bouchées de porc (肉まん, nikuman), Nayuki trouve que c'est une bonne idée d'utiliser le nom d'un plat, et Yuichi suggère alors « Piroshiki » (la transcription en japonais de « pirojki », des chaussons farcis d'origine russe). Makoto simplifie en appelant le chat Piro, sans connaître le sens du mot. Quand Piro est avec Makoto, il aime se reposer sur sa tête. Piro se perd vers la fin du scénario de Makoto, mais revient chez les Minase.